# Lilo és Stitch (televíziós sorozat)
A Lilo és Stitch (eredeti cím: Lilo & Stitch: The Series) amerikai televíziós 2D-s számítógépes animációs sorozat, amely a Walt Disney Company stúdióban készült. Az animációs tévéfilmsorozat a Stitch! – A csillagkutya legújabb kalandjai című animációs mozifilm alapján készült.
Amerikában először 2003. szeptember 20-án debütált, Magyarországon a Disney Channel és az RTL Klub adta le, ill. az első évad legtöbb része DVD-n is megjelent.

## Ismertető
A Disney sikerfilmjének szereplői saját sorozatukban. Stitch (azaz a 626-os kísérlet) most egy Lilo nevű emberlánnyal él és sok vicces dolog történik, amikor a többi kísérlet is megérkezik a Földre.

## Szereplők
| Szereplő          | Eredeti hang                                                                      | Magyar hang        |
| ----------------- | --------------------------------------------------------------------------------- | ------------------ |
| Stitch            | Chris Sanders                                                                     | Kossuth Gábor      |
| Lilo              | Daveigh Chase                                                                     | Kántor Kitty       |
| Dr. Jumba Jookiba | David Ogden Stiers                                                                | Gesztesi Károly    |
| Pleakley          | Kevin McDonald                                                                    | Lippai László      |
| Nani              | Tia Carrere                                                                       | Törtei Tünde       |
| Gantu             | Kevin Michael Richardson                                                          | Koroknay Géza      |
| 625               | Rob Paulsen                                                                       | Minárovits Péter   |
| Herr Röcsög       | Jeff Bennett                                                                      | Kassai Károly      |
| David Kewena      | Dee Bradley Baker                                                                 | Láng Balázs        |
| Myrtle Edmonds    | Liliana Mumy                                                                      | Molnár Ilona       |
| Yuki              | Lili Ishida                                                                       | Talmács Márta      |
| Elena             | Jillian Henry                                                                     | Bogdányi Titanilla |
| Teresa            | Kali Whitehurst                                                                   | Várady Petra       |
| Mózes             | Kunewa Mook                                                                       | Crespo Rodrigo     |
| Keoni Jameson     | Shaun Fleming                                                                     | Berkes Bence       |
| Mrs. Hasagawa     | Amy Hill                                                                          | Kassai Ilona       |
| Kobra Bubork      | Ving Rhames Kevin Michael Richardson                                              | Bognár Tamás       |
| Kísérletek        | Frank Welker “Weird Al” Yankovic Nancy Cartwright Bobcat Goldthwait Chris Sanders | Szokol Péter       |

További magyar hangok: Bodrogi Attila, Markovics Tamás, Pálfai Péter, Seder Gábor, Téglás Judit, Zsigmond Tamara

## Első évad
| Epizód | Magyar cím             | Eredeti cím      |
| ------ | ---------------------- | ---------------- |
| 01     | Földrengés             | "Richter"        |
| 02     | Kísértet kísérlet      | "Phantasmo"      |
| 03     | Szőr szörny            | "Clip"           |
| 04     | Bűzös bájos bűzbambi   | "Mr. Stenchy"    |
| 05     | Juj de ijesztő         | "Spooky"         |
| 06     | Rettenetes fekete lyuk | "Holio"          |
| 07     | Ágyúgolyó              | "Cannonball"     |
| 08     | Csahosok               | "Yapper"         |
| 09     | Yin és Yang            | "Yin-Yang"       |
| 10     | Kixx                   | "Kixx"           |
| 11     | Tabuta                 | "Splodyhead"     |
| 12     | Amnézió                | "Amnesio"        |
| 13     | Hip hip nózi           | "Swirly"         |
| 14     | Antifüllencs           | "Fibber"         |
| 15     | Tank                   | "Tank"           |
| 16     | Rügy                   | "Sprout"         |
| 17     | Rágógumió              | "Elastico"       |
| 18     | Yaarp                  | "Yaarp"          |
| 19     | 627                    | "627"            |
| 20     | Jön az aszteroida      | "The Asteroid"   |
| 21     | Boldog Kalikimakát     | "Topper"         |
| 22     | Olvasztó               | "Melty"          |
| 23     | Houdini                | "Houdini"        |
| 24     | Süllyesztő             | "Sinker"         |
| 25     | Hangoska               | "Nosy"           |
| 26     | Találó                 | "Finder"         |
| 27     | Hólé málé              | "Slushy"         |
| 28     | Duplika                | "Dupe"           |
| 29     | Aprólék                | "Short Stuff"    |
| 30     | Angyal                 | "Angel"          |
| 31     | Félix                  | "Felix"          |
| 32     | Poxy                   | "Poxy"           |
| 33     | Hunkahunka             | "Hunkahunka"     |
| 34     | Minta                  | "Sample"         |
| 35     | Babásító               | "Baby-Fier"      |
| 36     | Bonnie és Clyde        | "Bonnie & Clyde" |
| 37     | Sportszeretet          | "Slugger"        |
| 38     | Rossz Stitch           | "Bad Stitch"     |
| 39     | Altató bari            | "Drowsy"         |

## Második évad
| Epizód | Magyar cím            | Eredeti cím            |
| ------ | --------------------- | ---------------------- |
| 01     | Tüske                 | "Spike"                |
| 02     | Francia szakács       | "Frenchfry"            |
| 03     | Zűrzavarka            | "Swapper"              |
| 04     | Patkó                 | "Shoe"                 |
| 05     | Dumagép               | "Slick"                |
| 06     | Időutazás             | "Skip"                 |
| 07     | Királyka              | "Checkers"             |
| 08     | Tréfafej              | "PJ"                   |
| 09     | Koszi                 | "Ploot"                |
| 10     | Takonypóc             | "Snooty"               |
| 11     | Visszácska            | "Retro"                |
| 12     | Decibella             | "Belle"                |
| 13     | Morfolómeó            | "Morpholomew"          |
| 14     | Bunyós                | "Spats"                |
| 15     | Heccelő               | "Heckler"              |
| 16     | Aranyhal              | "Wishy-Washy"          |
| 17     | Phoon                 | "Phoon"                |
| 18     | Bogárka               | "Bugby"                |
| 19     | Rufus                 | "Rufus"                |
| 20     | Szuss                 | "Shush"                |
| 21     | Lax                   | "Lax"                  |
| 22     | Álommanó              | "Remmy"                |
| 23     | Hasagava néni macskái | "Mrs. Hasagawa's Cats" |
| 24     | Glitch                | "Glitch"               |
| 25     | Snafu                 | "Snafu"                |
| 26     | Lánc                  | "Link"                 |